# Liste der Naturdenkmale in Kirchardt
| Naturdenkmale | Anzahl |
| ------------- | ------ |
| FND           | 0      |
| END           | 2      |
| Gesamt        | 2      |

Die Liste der Naturdenkmale in Kirchardt nennt die verordneten Naturdenkmale (ND) der im baden-württembergischen Landkreis Heilbronn liegenden Gemeinde Kirchardt. In Kirchardt gibt es insgesamt zwei als Naturdenkmal geschützte Objekte, keines ist ein flächenhaftes Naturdenkmal (FND), alle sind Einzelgebilde-Naturdenkmale (END).
Stand: 1. November 2016.

## Einzelgebilde (END)
| Name                        | Bild | Kennung     | Einzelheiten | Position | Fläche Hektar | Datum         |
| --------------------------- | ---- | ----------- | ------------ | -------- | ------------- | ------------- |
| 1 Eiche, sog. „Vier Brüder“ | BW   | 81250490001 | Kirchardt    | ⊙        | 0,0           | 18. Juli 1986 |
| 1 Eiche                     | BW   | 81250490003 | Kirchardt    | ⊙        | 0,0           | 18. Juli 1986 |
| Legende für Naturdenkmal    |      |             |              |          |               |               |